# Grainval
Grainval is een gehucht en kleine badplaats in de Franse gemeente Saint-Léonard in het departement Seine-Maritime in Normandië. Het gehucht ligt in het noorden van de gemeente, minder dan een kilometer ten noordwesten van het dorpscentrum van Saint-Léonard.

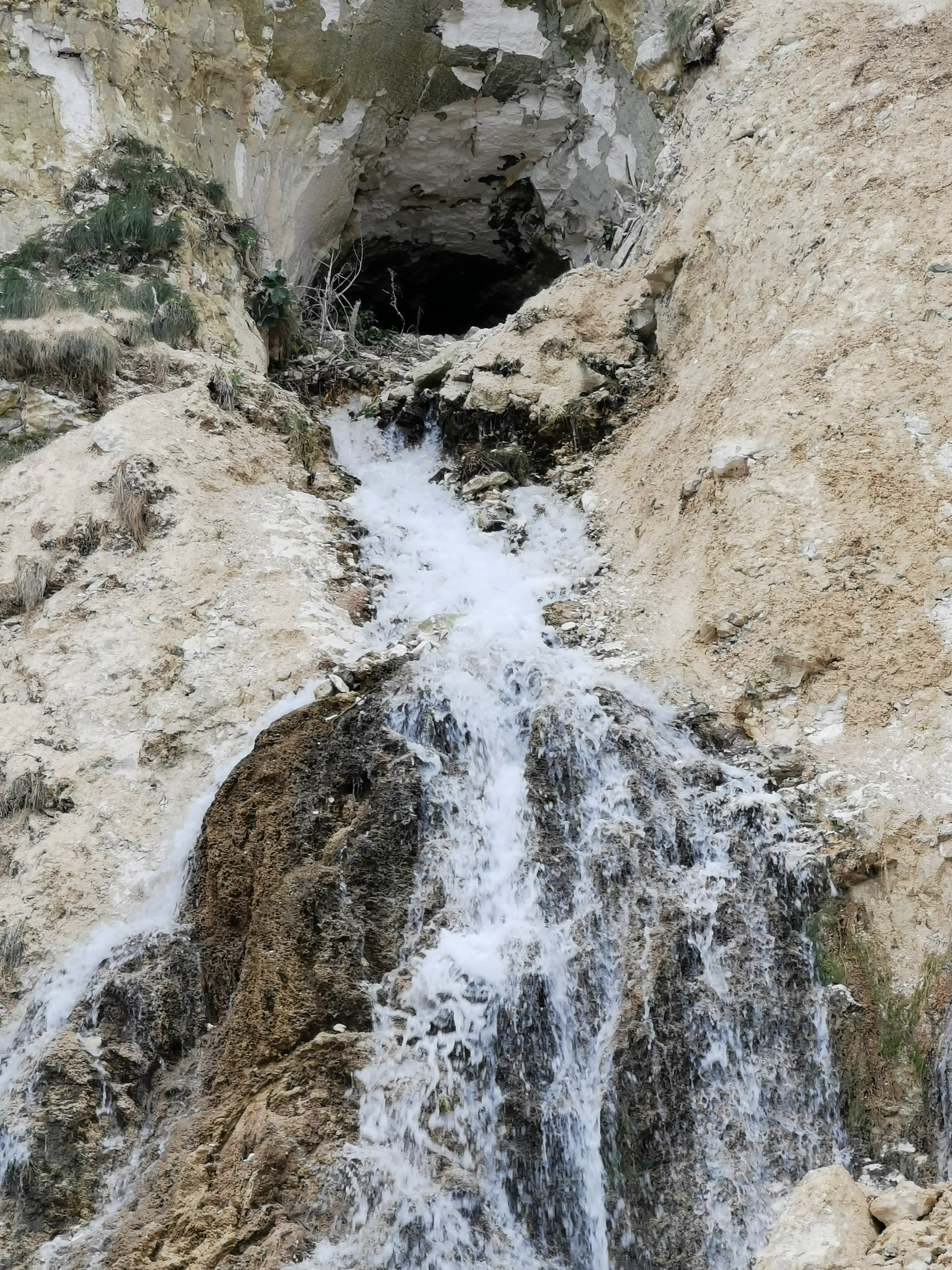
Waterval in de kliffen

Het ligt aan de Kanaalkust in een dal tussen kliffen. Een pad en trap trap dalen af van Grainval naar het smalle rotsstrand.

## Geschiedenis
Oude vermeldingen van de plaatsnaam gaan terug tot midden 11de eeuw als Boscum de Grinval en tot 1205 in apud Grinval in par. Sancti Leonardi. De 18de-eeuwse Cassinikaart vermeldt het plaatsje niet.
Op het eind van het ancien régime op het eind van de 18de eeuw, toen de gemeenten werden gecreëerd, werd de plaats ondergebracht in de gemeente Saint-Léonard.
Met de opkomst van het kusttoerisme eind 19de eeuw, werden ook in Grainval enkele villa's gebouwd. In 1922-1923 werd er een kapel opgetrokken.

## Bezienswaardigheden
- De Chapelle Notre-Dame-de-Lourdes
- La Roche qui pleure, een klif aan het strand waaruit enkele bronnen ontspringen die watervalletjes vormen

## Kunst
De plaats werd op doek vastgelegd door verschillende impressionistische schilders, onder wie Claude Monet.

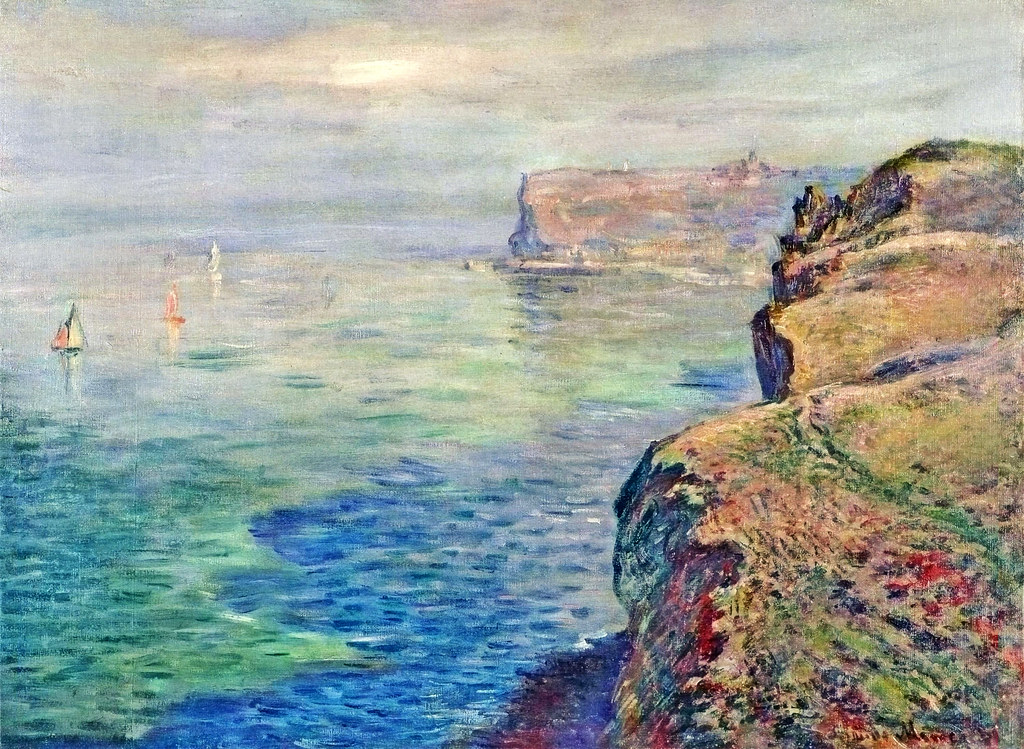
Klif te Grainval bij Fécamp, Claude Monet, 1881

Basbeuf · Chesnay · Croix Bigot · Grainval · Les Hogues · Roctel · Saint-Léonard